# Aurorit
Aurorit ist ein selten vorkommendes Mineral aus der Mineralklasse der „Oxide und Hydroxide“ mit der idealisierten chemischen Zusammensetzung Mn2+Mn4+3O7·3H2O und damit chemisch gesehen ein wasserhaltiges Manganoxid. Aurorit stellt zudem das Mangan-Analogon des Zink-Manganoxids Chalkophanit (ZnMn4+3O7·3H2O) dar und ist von diesem optisch sehr ähnlich aussehenden Mineral nur durch eine chemische Analyse zu unterscheiden.
Aurorit kristallisiert im trigonalen Kristallsystem, entwickelt jedoch nur mikroskopisch kleine Kristalle bis etwa 8 μm Größe in schuppigen, tafeligen und körnigen Mineral-Aggregaten. Das Mineral ist im Allgemeinen undurchsichtig und nur an sehr dünnen Kanten durchsichtig. Die Oberflächen der grauschwarzen bis schwarzen, im Durchlicht auch hellbraunen, Kristalle und Aggregate zeigen einen metallischen Glanz. Auf der Strichtafel hinterlässt Aurorit einen braunen Strich.

## Etymologie und Geschichte
Erstmals entdeckt wurde Aurorit in der „Aurora Mine“ bei Summit am Treasure Hill im White Pine County des US-Bundesstaates Nevada. Die Analyse und Erstbeschreibung erfolgte durch Arthur S. Radtke, Charles M. Taylor und Donnel Foster Hewett (1881–1971), die das Mineral nach dessen Typlokalität benannten.
Radtke, Taylor und Hewett reichten ihre Untersuchungsergebnisse 1966 zur Prüfung bei der International Mineralogical Association ein (interne Eingangs-Nr. der IMA: 1966-031), die den Aurorit als eigenständige Mineralart anerkannte. Die Anerkennung wurde 1967 mit der Publikation der New Mineral Names im Fachmagazin American Mineralogist bestätigt. Im gleichen Jahr folgte auch die Publikation der Erstbeschreibung im Fachmagazin Economic Geology der Society of Economic Geologists.
Ein Aufbewahrungsort für das Typmaterial des Minerals ist bisher nicht bekannt (Stand 2021).

## Klassifikation
Bereits in der veralteten 8. Auflage der Mineralsystematik nach Strunz gehörte der Aurorit zur Mineralklasse der „Oxide und Hydroxide“ und dort zur Abteilung der „Hydroxide“, wo er zusammen mit Chalkophanit, Hydrocalumit, Lithiophorit und Quenselit die „Lithiophorit-Quenselit-Gruppe“ mit der System-Nr. IV/F.05 bildete.
Im zuletzt 2018 überarbeiteten und aktualisierten Lapis-Mineralienverzeichnis nach Stefan Weiß, das sich aus Rücksicht auf private Sammler und institutionelle Sammlungen noch an dieser alten Form der Systematik von Karl Hugo Strunz orientiert, erhielt das Mineral die System- und Mineral-Nr. IV/F.11-10. In der „Lapis-Systematik“ entspricht dies der erweiterten und präzisierten Abteilung „Hydroxide und oxidische Hydrate (wasserhaltige Oxide mit Schichtstruktur)“, wo Aurorit zusammen mit Birnessit, Buserit, Chalkophanit, Cianciulliit, Ernienickelit und Jianshuiit eine eigenständige, aber unbenannte Gruppe bildet.
Die seit 2001 gültige und von der IMA zuletzt 2009 aktualisierte 9. Auflage der Strunz’schen Mineralsystematik ordnet den Aurorit ebenfalls in die Klasse der Oxide, genauer der „Oxide (Hydroxide, V[5,6] Vanadate, Arsenide, Antimonide, Bismuthide, Suldide, Selenide, Telluride, Jodide)“ und dort in die Abteilung der „Hydroxide (ohne V oder U)“ ein. Diese ist allerdings weiter unterteilt nach der möglichen Anwesenheit von Kristallwasser und/oder Hydroxygruppen sowie der Verknüpfungsart in der Kristallstruktur, so dass das Mineral entsprechend seiner Zusammensetzung und seinem Aufbau in der Unterabteilung „Hydroxide mit H2O ± (OH); Lagen kantenverknüpfter Oktaeder“ zu finden ist, wo es zusammen mit Chalkophanit, Ernienickelit und Jianshuiit die unbenannte Gruppe 4.FL.20 bildet.
Auch die im englischen Sprachraum gebräuchliche Systematik der Minerale nach Dana ordnet den Aurorit in die Klasse der „Oxide und Hydroxide“ ein, dort allerdings in die Abteilung der „Mehrfachen Oxide“ ein. Hier ist er ebenfalls zusammen mit Chalkophanit, Jianshuiit und Ernienickelit in der „Chalkophanitgruppe“ mit der System-Nr. 07.08.02 innerhalb der Unterabteilung der „Mehrfache Oxide mit der Formel ABO2 • x (H2O)“ zu finden.

## Kristallstruktur
Aurorit kristallisiert in der trigonalen Raumgruppe R3 (Raumgruppen-Nr. 146) oder R3 (Nr. 148) mit den Gitterparametern a = 7,51 Å und c = 20,73 Å sowie 6 Formeleinheiten pro Elementarzelle.

## Bildung und Fundorte
Aurorit bildet sich als kleine Aderfüllungen in Mikrorissen manganhaltiger Calcite. Als weitere Begleitminerale können unter anderem Chlorargyrit, Kryptomelan, Pyrolusit, gediegen Silber, silberhaltiger Todorokit und Quarz auftreten.
Als seltene Mineralbildung ist Aurorit nur aus wenigen Orten bekannt, wobei weltweit bisher rund 20 Fundorte dokumentiert sind (Stand 2021). Außer an seiner Typlokalität „Aurora Mine“ sowie in der nahe gelegenen „Hidden Treasure Mine“ und der „Ward Beecher Mine“ im Gebiet um Summit am Treasure Hill im White Pine County, fand sich das Mineral in Nevada noch am Yucca Mountain im Nye County und in der, unter anderem von der „Potosi Mine“ ausgebeuteten, Erzlagerstätte Comstock Lode im Storey County. Weitere bekannte Fundstätten für Aurorit in den USA liegen in Arizona (Cochise, Greenlee und Yuma County) und New Jersey (Sterling Hill, Sussex County).
Weder in Deutschland, noch in der Schweiz sind bisher Fundorte bekannt. Der bisher einzige bekannte Fundort in Österreich ist das Bergwerk Arzberg mit Eisen-Blei-Silber-Vererzungen in der Gemeinde Spital am Semmering in der Steiermark.
Weitere Fundorte liegen unter anderem mehrere Fundstätten in den Mount Lofty Ranges in Südaustralien, die Gold- und Silber-Lagerstätte Guandi im Kreis Linxi in der Autonomen Region Innere Mongolei in China, Agios Konstantinos in der griechischen Gemeinde Lavrio, die ehemalige Gold-Mine Kawazu bei Rendaiji nahe Shimoda in Japan und eine polymetallische Lagerstätte bei Argent, einem Ort etwa 100 km östlich von Johannesburg in der südafrikanischen Provinz Mpumalanga.